# Rex Lease
Rex Lloyd Lease (11 febbraio 1903 – Van Nuys, 3 gennaio 1966) è stato un attore statunitense.

## Filmografia parziale

### Cinema
- Il bandito solitario (The Law of the Range), regia di William Nigh (1928)
- The Speed Classic, regia di Bruce Mitchell (1928)
- La nuova generazione (The Younger Generation), regia di Frank Capra (1929)
- Troopers Three, regia di B. Reeves Eason e Norman Taurog (1930)
- Cannonball Express, regia di Wallace Fox (1932)
- Ten Laps to Go, regia di Elmer Clifton (1936)
- Cavalcade of the West, regia di Harry L. Fraser (1936)
- Lightnin' Bill Carson, regia di Sam Newfield (1936)
- Custer's Last Stand, regia di Elmer Clifton (1936)
- The Silver Trail, regia di Bernard B. Ray (1937)

### Televisione
- Gianni e Pinotto (The Abbott and Costello Show) – serie TV, episodio 2x01 (1953)
- Le avventure di Campione (The Adventures of Champion) – serie TV, episodio 1x06 (1955)
- 26 Men – serie TV, episodi 2x16-2x20 (1959)